# Crkva sv. Marka Evanđelista u Gradačcu
Katolička župna crkva u Gradačcu datira iz 1888. godine. Posvećena je zaštitniku gradačačke župe, sv. Marku Evanđelistu. 

## Građa
Većinom je građena od tvrda materijala, najviše kamena. Kamen je uvelika sa zidina Gradine. 
Podignuta je u neogotičnom stilu.

## Povijest
Zbog malobrojnosti katolika u Gradačcu, naspram okolnih sela, župa je osnovana tek 28. srpnja 1868. godine, kad je župa imala tek 450 vjernika.
Crkva u Gradačcu je izgrađena 1888. godine, posvećena sv. Marku Evanđelistu, glavnom zaštitniku župe Gradačca. Župni stan sagrađen je 1959. godine. Župa Gradačac obnovljena je 1969. godine.
U velikosrpskoj agresiji teško je oštećena, za razliku od pravoslavne crkve koja se nalazi preko puta. Krov je propao, nešto je paljeno na oltaru. Dio stvari iz crkve spasili su mještani sklanjanjem na sigurno. Sasvim je uništena stara župna kuća. Nova još nedovršena župna kuća pretrpjela je manje štete. Neko vrijeme bila je boravištem branitelja. Kad je župnik vlč. Marko Tomić napustio župu i otišao u Đakovo, iz župne kuće odnesen je sav inventar. Crkva nije obešćašćena. Štete u ratu pretrpljene od srpskih i muslimanskih ekstremista.

## Vanjske poveznice
- Vrhbosanska nadbiskupija  Arhivirana inačica izvorne stranice od 20. studenoga 2017. (Wayback Machine) Župe